# 養父郡 (兵庫県)
- 令制国一覧 > 山陰道 > 但馬国 > 養父郡
- 日本 > 近畿地方 > 兵庫県 > 養父郡

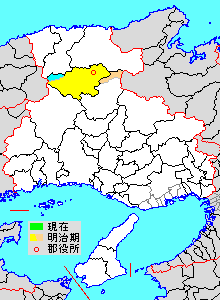
兵庫県養父郡の位置（薄黄：後に他郡に編入された区域 水色：後に他郡から編入した区域

養父郡（やぶぐん）は、兵庫県（但馬国）にあった郡。

## 郡域
1879年（明治12年）に行政区画として発足した当時の郡域は、下記の区域にあたる。
- 養父市の大部分（小路頃・葛畑・別宮・川原場・外野・草出・梨ケ原・丹戸・奈良尾・福定・大久保を除く）
- 朝来市の一部（和田山町岡、和田山町土田、和田山町平野、和田山町東谷、和田山町寺谷、和田山町寺内、和田山町室尾、和田山町和田、和田山町市場、和田山町竹ノ内以北および和田山町駅北の一部）
- 豊岡市の一部（日高町赤崎・日高町浅倉）

該当区域の面積は456.98km2、人口は31,885人（平成22年国勢調査）。

## 歴史

### 古代

#### 郷
『和名類聚抄』に記される郡内の郷。
- 糸井郷
- 石禾郷
- 養父郷
- 軽部郷
- 建屋郷
- 三方郷
- 大屋郷
- 遠佐郷
- 浅間郷
- 養耆郷

#### 式内社
『延喜式』神名帳に記される郡内の式内社。
| 神名帳                       | 神名帳          | 神名帳            | 神名帳                 | 比定社                   | 比定社                   | 比定社     | 集成 |
| 社名                         | 読み            | 格                | 付記                   | 社名                     | 所在地                   | 備考       | 集成 |
| ---------------------------- | --------------- | ----------------- | ---------------------- | ------------------------ | ------------------------ | ---------- | ---- |
| 養父郡 30座（大3座・小27座） |                 |                   |                        |                          |                          |            |      |
| 夜夫坐神社 五座              | ヤフ-           | 名神大二座 小三座 |                        | 養父神社                 | 兵庫県養父市養父市場     | 但馬国三宮 |      |
| 宇留波神社                   | ウルハノ        | 小                |                        | 宇留波神社               | 兵庫県養父市口米地       |            |      |
| 水谷神社                     | ミツタニノ      | 名神大            |                        | 水谷神社                 | 兵庫県養父市奥米地       | 但馬国三宮 |      |
| 浅間神社 （淺間神社）        | アサマノ        | 小                |                        | 浅間神社                 | 兵庫県養父市八鹿町浅間   |            |      |
| 屋岡神社                     | ヤヲカノ        | 小                |                        | 屋岡神社                 | 兵庫県養父市八鹿町八鹿   |            |      |
| 伊久刀神社                   | イクトノ        | 小                |                        | 伊久刀神社               | 兵庫県豊岡市日高町赤崎   |            |      |
| 楯縫神社                     | タテヌヒノ      | 小                |                        | （論）楯縫神社           | 兵庫県養父市建屋         |            |      |
| 楯縫神社                     | タテヌヒノ      | 小                | （論）楯縫神社         | 兵庫県養父市長野         | 斎神社摂社               |            |      |
| 兵主神社                     |                 | 小                |                        | 兵主神社                 | 兵庫県豊岡市日高町浅倉   |            |      |
| 男坂神社                     | ヲサカノ        | 小                |                        | 男坂神社                 | 兵庫県養父市大屋町宮垣   |            |      |
| 佐支都比古阿流知命神社 二座  | サキツヒコ-     | 小                |                        | 佐伎都比古阿流知命神社   | 兵庫県朝来市和田山町寺内 |            |      |
| 井上神社 二座                | ヰノヘノ        | 小                |                        | 井上神社                 | 兵庫県養父市吉井         |            |      |
| 手谷神社                     | テタニノ        | 小                |                        | 手谷神社                 | 兵庫県朝来市和田山町寺谷 |            |      |
| 坂蓋神社 （板蓋神社）        | サカキノ        | 小                |                        | 坂益神社                 | 兵庫県養父市大屋町上山   |            |      |
| 保奈麻神社                   | ホナマノ        | 小                |                        | （論）花岡神社           | 兵庫県養父市八鹿町坂本   |            |      |
| 保奈麻神社                   | ホナマノ        | 小                | （論）五社神社         | 兵庫県養父市八鹿町岩崎   |                          |            |      |
| 保奈麻神社                   | ホナマノ        | 小                | （論）春日神社         | 兵庫県養父市八鹿町大江   |                          |            |      |
| 保奈麻神社                   | ホナマノ        | 小                | （論）大歳神社         | 兵庫県朝来市和田山町土田 |                          |            |      |
| 葛神社                       | クツノ カツラノ | 小                |                        | 合祀：浅間神社           | 兵庫県養父市八鹿町浅間   |            |      |
| 大与比神社                   | オホヨヒノ      | 小                |                        | 大与比神社               | 兵庫県養父市三宅         |            |      |
| 桐原神社                     | キリハラノ      | 小                |                        | 桐原神社                 | 兵庫県朝来市和田山町室尾 |            |      |
| 盈岡神社                     | ミツヲカノ      | 小                |                        | 盈岡神社                 | 兵庫県朝来市和田山町宮内 |            |      |
| 更杵村大兵主神社             | サラキ-         | 小                |                        | （論）十六柱神社         | 兵庫県朝来市和田山町寺内 |            |      |
| 更杵村大兵主神社             | サラキ-         | 小                | （論）更杵村大兵主神社 | 兵庫県朝来市和田山町寺内 |                          |            |      |
| 御井神社                     | ミヰノ          | 小                |                        | 御井神社                 | 兵庫県養父市大屋町宮本   |            |      |
| 名草神社                     | ナクサノ        | 小                |                        | 名草神社                 | 兵庫県養父市石原         |            |      |
| 社内神社                     | モリウチノ      | 小                |                        | 杜内神社                 | 兵庫県養父市森           |            |      |
| 和奈美神社                   | ワナミノ        | 小                |                        | 和奈美神社               | 兵庫県養父市八鹿町下網場 |            |      |
| 夜伎村坐山神社               | ヤキムラノ-     | 小                |                        | 山神神社                 | 兵庫県養父市八鹿町八木   |            |      |
| 凡例を表示                   |                 |                   |                        |                          |                          |            |      |

### 近世以降の沿革
- 「旧高旧領取調帳データベース」に記載されている明治初年時点での支配は以下の通り[注釈 1]。幕府領は生野代官所が管轄。（104村）

| 知行   | 知行       | 村数 | 村名 |
| ------ | ---------- | ---- | --- |
| 幕府領 | 幕府領     | 85村 | 室尾村、高生田村、市場村、和田村（現・朝来市）、竹ノ内村、長野村、町村、餅耕地村、能座村、森村、三谷村、船谷村、大坪村、下八木村、中八木村、上八木村、今滝寺村、三宅村、大谷村、万久里村、尾崎村、関ノ宮村、吉井村、吉井新田、出合村、八鹿村、九鹿村、石原村、日畑村、養父市場村、門前村、上小田村、下小田村、藪崎村、朝倉村、国木村、小山村、小佐村、舞狂村、網場村、浅間村、宿南村、青山村、三谷村、赤崎村、浅倉村、高柳村、坂本村、小城村、浅野村、伊豆村、上山村、加保村、大屋市場村、山路村、笠谷村、大杉村、蔵垣村、筏村、中間村、若杉村、横行村、糸村、宮本村、門野村、須西村、和田村（現・養父市）、上箇村、広谷村、土田村、平野村、東谷村、寺谷村、十二所村、堀畑村、高田村、宮内村、法道寺村、岡村、宮田村、高瀬村、林垣村、寺内村 |
| 幕府領 | 旗本領     | 7村  | 上野村、岩崎村、大江村、大藪村、大塚村、稲津村、畑村 |
| 藩領   | 但馬出石藩 | 12村 | 奥米地村、米里村、左近山村、玉見村、新津村、宮垣村、樽見村、中村、夏梅村 |

- 慶応4年
  - 4月19日（1868年5月11日） - 生野代官所の管轄地域が府中裁判所の管轄となる。
  - 7月29日（1868年9月15日） - 府中裁判所の管轄地域が久美浜県の管轄となる。
- 明治2年 - 旗本領が生野県の管轄となる。
- 明治4年
  - 7月14日（1871年8月29日） - 廃藩置県により、藩領が出石県の管轄となる。
  - 11月2日（1871年12月13日） - 第1次府県統合により、全域が豊岡県の管轄となる。
- 明治9年（1876年）8月21日 - 第1次府県統合により兵庫県の管轄となる。
- 明治初年（104村）
  - 出石郡奥山村の一部が分立して養父郡奥山村となる。
  - 吉井新田が吉井村に合併。
- 明治7年（1874年）（101村）
  - 下八木村・中八木村・上八木村が合併して八木村となる。
  - 門前村が養父市場村に合併。
- 明治8年（1875年） - 高瀬村が宮田村に合併。（100村）
- 明治12年（1879年）1月8日 - 郡区町村編制法の兵庫県での施行により、行政区画としての養父郡が発足。「養父朝来郡役所」が和田山村に設置され、朝来郡とともに管轄。
- 明治15年（1882年） - 奥山村が改称して朝日村となる。

### 町村制以降の沿革

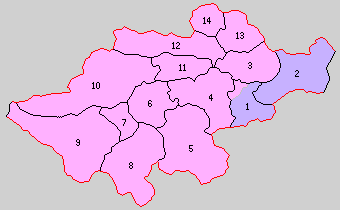
1.大蔵村 2.糸井村 3.養父市場村 4.広谷村 5.建屋村 6.口大屋村 7.大屋村 8.南谷村 9.西谷村 10.関宮村 11.高柳村 12.八鹿村 13.伊佐村 14.宿南村（桃：養父市 紫：朝来市）

- 明治22年（1889年） - 町村制の施行により、以下の各村が発足。特記以外は全域が現・養父市。（14村）
  - 大蔵村 ← 寺谷村、東谷村、平野村、土田村、宮田村、法道寺村、岡村、宮内村、高田村（現・朝来市）、堀畑村（現・朝来市、養父市）
  - 糸井村 ← 林垣村、寺内村、室尾村、高生田村、市場村、和田村、内海分[注釈 13]、竹ノ内村、朝日村（現・朝来市）
  - 養父市場村 ← 養父市場村、大塚村、鉄屋米地村、口米地村、中米地村、奥米地村、大藪村、藪崎村
  - 広谷村 ← 小城村、上野村、上箇村、広谷村、十二所村、浅野村、伊豆村、左近山村、玉見村、新津村、稲津村、大坪村、畑村
  - 建屋村 ← 船谷村、三谷村、森村、町村、能座村、餅耕地村、長野村
  - 口大屋村 ← 宮垣村、樽見村、上山村、夏梅村、中村
  - 大屋村 ← 大屋市場村、加保村、笠谷村、山路村、大杉村
  - 西谷村 ← 蔵垣村、筏村、中間村、横行村、若杉村
  - 南谷村 ← 糸原村、門野村、宮本村、須西村、和田村
  - 関宮村 ← 出合村、吉井村、関ノ宮村、尾崎村、万久里村、大谷村、三宅村
  - 高柳村 ← 米里村、朝倉村、小山村、国木村、八木村、今滝寺村、高柳村
  - 八鹿村 ← 上網場村、下網場村、舞狂村、八鹿村、九鹿村、小佐村、石原村、日畑村
  - 伊佐村 ← 上小田村、下小田村、伊佐村、坂本村、大江村、岩崎村、浅間村
  - 宿南村 ← 宿南村、青山村、三谷村（現・養父市）、浅倉村、赤崎村（現・豊岡市）
- 明治29年（1896年）7月1日 - 郡制を施行。郡役所が八鹿村に設置。
- 大正2年（1913年）1月1日 - 八鹿村が町制施行して八鹿町となる。（1町13村）
- 大正12年（1923年）4月1日 - 郡会が廃止。郡役所は存続。
- 大正15年（1926年）7月1日 - 郡役所が廃止。以降は地域区分名称となる。
- 昭和2年（1927年）4月15日 - 広谷村が町制施行して広谷町となる。（2町12村）
- 昭和15年（1940年）12月11日 - 養父市場村が町制施行・改称して養父町となる。（3町11村）
- 昭和30年（1955年）
  - 2月1日（3町8村）
    - 宿南村の一部（赤崎・浅倉）が城崎郡日高町に編入。
    - 八鹿町・高柳村・伊佐村・宿南村が合併し、改めて八鹿町が発足。

  - 3月31日（5町2村）
    - 口大屋村・大屋村・南谷村・西谷村が合併して大屋町が発足。
    - 糸井村・大蔵村が合併して南但町が発足。
- 昭和31年（1956年）
  - 8月1日 - 関宮村が美方郡熊次村と合併して関宮町が発足。（6町1村）
  - 9月30日（5町）
    - 広谷町・建屋村が合併して明神町が発足。
    - 南但町が朝来郡和田山町・竹田町と合併し、改めて朝来郡和田山町が発足、郡より離脱。
- 昭和32年（1957年）3月31日 - 明神町が養父町を編入のうえ改称して養父町となる。（4町）
- 昭和34年（1959年）4月1日 - 養父町が朝来郡和田山町の一部（堀畑の一部を除く[注釈 14]）を編入。
- 平成16年（2004年）4月1日 - 八鹿町・養父町・大屋町・関宮町が合併して養父市が発足。同日養父郡消滅。

### 変遷表
| 明治以前           | 明治初年 - 明治22年  | 明治初年 - 明治22年  | 明治22年 4月1日 町村制施行 | 明治22年 - 昭和20年                  | 昭和21年 - 昭和30年               | 昭和21年 - 昭和30年               | 昭和31年 - 昭和64年            | 昭和31年 - 昭和64年                          | 平成元年 - 現在             | 現在   |
| ------------------ | -------------------- | -------------------- | -------------------------- | ------------------------------------ | --------------------------------- | --------------------------------- | ------------------------------ | -------------------------------------------- | --------------------------- | ------ |
| 浅倉村             | 浅倉村               | 浅倉村               | 宿南村                     | 宿南村                               | 昭和30年2月1日 城崎郡日高町に編入 | 昭和30年3月25日 合併 城崎郡日高町 | 城崎郡日高町                   | 城崎郡日高町                                 | 平成17年4月1日 豊岡市の一部 | 豊岡市 |
| 赤崎村             | 赤崎村               | 赤崎村               | 宿南村                     | 宿南村                               | 昭和30年2月1日 城崎郡日高町に編入 | 昭和30年3月25日 合併 城崎郡日高町 | 城崎郡日高町                   | 城崎郡日高町                                 | 平成17年4月1日 豊岡市の一部 | 豊岡市 |
| 宿南村             | 宿南村               | 宿南村               | 宿南村                     | 宿南村                               | 昭和30年2月1日 八鹿町             | 昭和30年2月1日 八鹿町             | 八鹿町                         | 八鹿町                                       | 平成16年4月1日 養父市       | 養父市 |
| 青山村             | 青山村               | 青山村               | 宿南村                     | 宿南村                               | 昭和30年2月1日 八鹿町             | 昭和30年2月1日 八鹿町             | 八鹿町                         | 八鹿町                                       | 平成16年4月1日 養父市       | 養父市 |
| 三谷村             | 三谷村               | 三谷村               | 宿南村                     | 宿南村                               | 昭和30年2月1日 八鹿町             | 昭和30年2月1日 八鹿町             | 八鹿町                         | 八鹿町                                       | 平成16年4月1日 養父市       | 養父市 |
| 高柳村             | 高柳村               | 高柳村               | 高柳村                     | 高柳村                               | 昭和30年2月1日 八鹿町             | 昭和30年2月1日 八鹿町             | 八鹿町                         | 八鹿町                                       | 平成16年4月1日 養父市       | 養父市 |
| 米里村             | 米里村               | 米里村               | 高柳村                     | 高柳村                               | 昭和30年2月1日 八鹿町             | 昭和30年2月1日 八鹿町             | 八鹿町                         | 八鹿町                                       | 平成16年4月1日 養父市       | 養父市 |
| 朝倉村             | 朝倉村               | 朝倉村               | 高柳村                     | 高柳村                               | 昭和30年2月1日 八鹿町             | 昭和30年2月1日 八鹿町             | 八鹿町                         | 八鹿町                                       | 平成16年4月1日 養父市       | 養父市 |
| 小山村             | 小山村               | 小山村               | 高柳村                     | 高柳村                               | 昭和30年2月1日 八鹿町             | 昭和30年2月1日 八鹿町             | 八鹿町                         | 八鹿町                                       | 平成16年4月1日 養父市       | 養父市 |
| 国木村             | 国木村               | 国木村               | 高柳村                     | 高柳村                               | 昭和30年2月1日 八鹿町             | 昭和30年2月1日 八鹿町             | 八鹿町                         | 八鹿町                                       | 平成16年4月1日 養父市       | 養父市 |
| 今滝寺村           | 今滝寺村             | 今滝寺村             | 高柳村                     | 高柳村                               | 昭和30年2月1日 八鹿町             | 昭和30年2月1日 八鹿町             | 八鹿町                         | 八鹿町                                       | 平成16年4月1日 養父市       | 養父市 |
| 下八木村           | 下八木村             | 明治7年 八木村       | 高柳村                     | 高柳村                               | 昭和30年2月1日 八鹿町             | 昭和30年2月1日 八鹿町             | 八鹿町                         | 八鹿町                                       | 平成16年4月1日 養父市       | 養父市 |
| 中八木村           | 中八木村             | 明治7年 八木村       | 高柳村                     | 高柳村                               | 昭和30年2月1日 八鹿町             | 昭和30年2月1日 八鹿町             | 八鹿町                         | 八鹿町                                       | 平成16年4月1日 養父市       | 養父市 |
| 上八木村           | 上八木村             | 明治7年 八木村       | 高柳村                     | 高柳村                               | 昭和30年2月1日 八鹿町             | 昭和30年2月1日 八鹿町             | 八鹿町                         | 八鹿町                                       | 平成16年4月1日 養父市       | 養父市 |
| 上小田村           | 上小田村             | 上小田村             | 伊佐村                     | 伊佐村                               | 昭和30年2月1日 八鹿町             | 昭和30年2月1日 八鹿町             | 八鹿町                         | 八鹿町                                       | 平成16年4月1日 養父市       | 養父市 |
| 下小田村           | 下小田村             | 下小田村             | 伊佐村                     | 伊佐村                               | 昭和30年2月1日 八鹿町             | 昭和30年2月1日 八鹿町             | 八鹿町                         | 八鹿町                                       | 平成16年4月1日 養父市       | 養父市 |
| 伊佐村             | 伊佐村               | 伊佐村               | 伊佐村                     | 伊佐村                               | 昭和30年2月1日 八鹿町             | 昭和30年2月1日 八鹿町             | 八鹿町                         | 八鹿町                                       | 平成16年4月1日 養父市       | 養父市 |
| 坂本村             | 坂本村               | 坂本村               | 伊佐村                     | 伊佐村                               | 昭和30年2月1日 八鹿町             | 昭和30年2月1日 八鹿町             | 八鹿町                         | 八鹿町                                       | 平成16年4月1日 養父市       | 養父市 |
| 大江村             | 大江村               | 大江村               | 伊佐村                     | 伊佐村                               | 昭和30年2月1日 八鹿町             | 昭和30年2月1日 八鹿町             | 八鹿町                         | 八鹿町                                       | 平成16年4月1日 養父市       | 養父市 |
| 岩崎村             | 岩崎村               | 岩崎村               | 伊佐村                     | 伊佐村                               | 昭和30年2月1日 八鹿町             | 昭和30年2月1日 八鹿町             | 八鹿町                         | 八鹿町                                       | 平成16年4月1日 養父市       | 養父市 |
| 浅間村             | 浅間村               | 浅間村               | 伊佐村                     | 伊佐村                               | 昭和30年2月1日 八鹿町             | 昭和30年2月1日 八鹿町             | 八鹿町                         | 八鹿町                                       | 平成16年4月1日 養父市       | 養父市 |
| 上網場村           | 上網場村             | 上網場村             | 八鹿村                     | 大正2年1月1日 町制 八鹿町            | 昭和30年2月1日 八鹿町             | 昭和30年2月1日 八鹿町             | 八鹿町                         | 八鹿町                                       | 平成16年4月1日 養父市       | 養父市 |
| 下網場村           | 下網場村             | 下網場村             | 八鹿村                     | 大正2年1月1日 町制 八鹿町            | 昭和30年2月1日 八鹿町             | 昭和30年2月1日 八鹿町             | 八鹿町                         | 八鹿町                                       | 平成16年4月1日 養父市       | 養父市 |
| 舞狂村             | 舞狂村               | 舞狂村               | 八鹿村                     | 大正2年1月1日 町制 八鹿町            | 昭和30年2月1日 八鹿町             | 昭和30年2月1日 八鹿町             | 八鹿町                         | 八鹿町                                       | 平成16年4月1日 養父市       | 養父市 |
| 八鹿村             | 八鹿村               | 八鹿村               | 八鹿村                     | 大正2年1月1日 町制 八鹿町            | 昭和30年2月1日 八鹿町             | 昭和30年2月1日 八鹿町             | 八鹿町                         | 八鹿町                                       | 平成16年4月1日 養父市       | 養父市 |
| 九鹿村             | 九鹿村               | 九鹿村               | 八鹿村                     | 大正2年1月1日 町制 八鹿町            | 昭和30年2月1日 八鹿町             | 昭和30年2月1日 八鹿町             | 八鹿町                         | 八鹿町                                       | 平成16年4月1日 養父市       | 養父市 |
| 小佐村             | 小佐村               | 小佐村               | 八鹿村                     | 大正2年1月1日 町制 八鹿町            | 昭和30年2月1日 八鹿町             | 昭和30年2月1日 八鹿町             | 八鹿町                         | 八鹿町                                       | 平成16年4月1日 養父市       | 養父市 |
| 石原村             | 石原村               | 石原村               | 八鹿村                     | 大正2年1月1日 町制 八鹿町            | 昭和30年2月1日 八鹿町             | 昭和30年2月1日 八鹿町             | 八鹿町                         | 八鹿町                                       | 平成16年4月1日 養父市       | 養父市 |
| 日畑村             | 日畑村               | 日畑村               | 八鹿村                     | 大正2年1月1日 町制 八鹿町            | 昭和30年2月1日 八鹿町             | 昭和30年2月1日 八鹿町             | 八鹿町                         | 八鹿町                                       | 平成16年4月1日 養父市       | 養父市 |
| 関ノ宮村           | 関ノ宮村             | 関ノ宮村             | 関宮村                     | 関宮村                               | 関宮村                            | 昭和30年3月31日 関宮町            | 関宮町                         | 関宮町                                       | 平成16年4月1日 養父市       | 養父市 |
| 出合村             | 出合村               | 出合村               | 関宮村                     | 関宮村                               | 関宮村                            | 昭和30年3月31日 関宮町            | 関宮町                         | 関宮町                                       | 平成16年4月1日 養父市       | 養父市 |
| 尾崎村             | 尾崎村               | 尾崎村               | 関宮村                     | 関宮村                               | 関宮村                            | 昭和30年3月31日 関宮町            | 関宮町                         | 関宮町                                       | 平成16年4月1日 養父市       | 養父市 |
| 万久里村           | 万久里村             | 万久里村             | 関宮村                     | 関宮村                               | 関宮村                            | 昭和30年3月31日 関宮町            | 関宮町                         | 関宮町                                       | 平成16年4月1日 養父市       | 養父市 |
| 大谷村             | 大谷村               | 大谷村               | 関宮村                     | 関宮村                               | 関宮村                            | 昭和30年3月31日 関宮町            | 関宮町                         | 関宮町                                       | 平成16年4月1日 養父市       | 養父市 |
| 三宅村             | 三宅村               | 三宅村               | 関宮村                     | 関宮村                               | 関宮村                            | 昭和30年3月31日 関宮町            | 関宮町                         | 関宮町                                       | 平成16年4月1日 養父市       | 養父市 |
| 吉井村             | 明治初年 吉井村      | 明治初年 吉井村      | 関宮村                     | 関宮村                               | 関宮村                            | 昭和30年3月31日 関宮町            | 関宮町                         | 関宮町                                       | 平成16年4月1日 養父市       | 養父市 |
| 吉井新田           | 明治初年 吉井村      | 明治初年 吉井村      | 関宮村                     | 関宮村                               | 関宮村                            | 昭和30年3月31日 関宮町            | 関宮町                         | 関宮町                                       | 平成16年4月1日 養父市       | 養父市 |
| 七美郡葛畑村       | 七美郡葛畑村         | 七美郡葛畑村         | 七美郡 熊次村              | 明治29年4月1日 所属変更 美方郡熊次村 | 美方郡熊次村                      | 昭和30年3月31日 関宮町            | 関宮町                         | 関宮町                                       | 平成16年4月1日 養父市       | 養父市 |
| 七美郡別宮村       | 七美郡別宮村         | 七美郡別宮村         | 七美郡 熊次村              | 明治29年4月1日 所属変更 美方郡熊次村 | 美方郡熊次村                      | 昭和30年3月31日 関宮町            | 関宮町                         | 関宮町                                       | 平成16年4月1日 養父市       | 養父市 |
| 七美郡小路比村     | 七美郡小路比村       | 七美郡小路比村       | 七美郡 熊次村              | 明治29年4月1日 所属変更 美方郡熊次村 | 美方郡熊次村                      | 昭和30年3月31日 関宮町            | 関宮町                         | 関宮町                                       | 平成16年4月1日 養父市       | 養父市 |
| 七美郡川原場村     | 七美郡川原場村       | 七美郡川原場村       | 七美郡 熊次村              | 明治29年4月1日 所属変更 美方郡熊次村 | 美方郡熊次村                      | 昭和30年3月31日 関宮町            | 関宮町                         | 関宮町                                       | 平成16年4月1日 養父市       | 養父市 |
| 七美郡外野村       | 七美郡外野村         | 七美郡外野村         | 七美郡 熊次村              | 明治29年4月1日 所属変更 美方郡熊次村 | 美方郡熊次村                      | 昭和30年3月31日 関宮町            | 関宮町                         | 関宮町                                       | 平成16年4月1日 養父市       | 養父市 |
| 七美郡草出村       | 七美郡草出村         | 七美郡草出村         | 七美郡 熊次村              | 明治29年4月1日 所属変更 美方郡熊次村 | 美方郡熊次村                      | 昭和30年3月31日 関宮町            | 関宮町                         | 関宮町                                       | 平成16年4月1日 養父市       | 養父市 |
| 七美郡梨ヶ原村     | 七美郡梨ヶ原村       | 七美郡梨ヶ原村       | 七美郡 熊次村              | 明治29年4月1日 所属変更 美方郡熊次村 | 美方郡熊次村                      | 昭和30年3月31日 関宮町            | 関宮町                         | 関宮町                                       | 平成16年4月1日 養父市       | 養父市 |
| 七美郡丹戸村       | 七美郡丹戸村         | 七美郡丹戸村         | 七美郡 熊次村              | 明治29年4月1日 所属変更 美方郡熊次村 | 美方郡熊次村                      | 昭和30年3月31日 関宮町            | 関宮町                         | 関宮町                                       | 平成16年4月1日 養父市       | 養父市 |
| 七美郡奈良尾村     | 七美郡奈良尾村       | 七美郡奈良尾村       | 七美郡 熊次村              | 明治29年4月1日 所属変更 美方郡熊次村 | 美方郡熊次村                      | 昭和30年3月31日 関宮町            | 関宮町                         | 関宮町                                       | 平成16年4月1日 養父市       | 養父市 |
| 七美郡福定村       | 七美郡福定村         | 七美郡福定村         | 七美郡 熊次村              | 明治29年4月1日 所属変更 美方郡熊次村 | 美方郡熊次村                      | 昭和30年3月31日 関宮町            | 関宮町                         | 関宮町                                       | 平成16年4月1日 養父市       | 養父市 |
| 七美郡大久保村     | 七美郡大久保村       | 七美郡大久保村       | 七美郡 熊次村              | 明治29年4月1日 所属変更 美方郡熊次村 | 美方郡熊次村                      | 昭和30年3月31日 関宮町            | 関宮町                         | 関宮町                                       | 平成16年4月1日 養父市       | 養父市 |
| 宮垣村             | 宮垣村               | 宮垣村               | 口大屋村                   | 口大屋村                             | 口大屋村                          | 昭和30年3月31日 大屋町            | 大屋町                         | 大屋町                                       | 平成16年4月1日 養父市       | 養父市 |
| 樽見村             | 樽見村               | 樽見村               | 口大屋村                   | 口大屋村                             | 口大屋村                          | 昭和30年3月31日 大屋町            | 大屋町                         | 大屋町                                       | 平成16年4月1日 養父市       | 養父市 |
| 上山村             | 上山村               | 上山村               | 口大屋村                   | 口大屋村                             | 口大屋村                          | 昭和30年3月31日 大屋町            | 大屋町                         | 大屋町                                       | 平成16年4月1日 養父市       | 養父市 |
| 夏梅村             | 夏梅村               | 夏梅村               | 口大屋村                   | 口大屋村                             | 口大屋村                          | 昭和30年3月31日 大屋町            | 大屋町                         | 大屋町                                       | 平成16年4月1日 養父市       | 養父市 |
| 中村               | 中村                 | 中村                 | 口大屋村                   | 口大屋村                             | 口大屋村                          | 昭和30年3月31日 大屋町            | 大屋町                         | 大屋町                                       | 平成16年4月1日 養父市       | 養父市 |
| 大屋市場村         | 大屋市場村           | 大屋市場村           | 大屋村                     | 大屋村                               | 大屋村                            | 昭和30年3月31日 大屋町            | 大屋町                         | 大屋町                                       | 平成16年4月1日 養父市       | 養父市 |
| 加保村             | 加保村               | 加保村               | 大屋村                     | 大屋村                               | 大屋村                            | 昭和30年3月31日 大屋町            | 大屋町                         | 大屋町                                       | 平成16年4月1日 養父市       | 養父市 |
| 笠谷村             | 笠谷村               | 笠谷村               | 大屋村                     | 大屋村                               | 大屋村                            | 昭和30年3月31日 大屋町            | 大屋町                         | 大屋町                                       | 平成16年4月1日 養父市       | 養父市 |
| 山路村             | 山路村               | 山路村               | 大屋村                     | 大屋村                               | 大屋村                            | 昭和30年3月31日 大屋町            | 大屋町                         | 大屋町                                       | 平成16年4月1日 養父市       | 養父市 |
| 大杉村             | 大杉村               | 大杉村               | 大屋村                     | 大屋村                               | 大屋村                            | 昭和30年3月31日 大屋町            | 大屋町                         | 大屋町                                       | 平成16年4月1日 養父市       | 養父市 |
| 糸原村             | 糸原村               | 糸原村               | 南谷村                     | 南谷村                               | 南谷村                            | 昭和30年3月31日 大屋町            | 大屋町                         | 大屋町                                       | 平成16年4月1日 養父市       | 養父市 |
| 門野村             | 門野村               | 門野村               | 南谷村                     | 南谷村                               | 南谷村                            | 昭和30年3月31日 大屋町            | 大屋町                         | 大屋町                                       | 平成16年4月1日 養父市       | 養父市 |
| 宮本村             | 宮本村               | 宮本村               | 南谷村                     | 南谷村                               | 南谷村                            | 昭和30年3月31日 大屋町            | 大屋町                         | 大屋町                                       | 平成16年4月1日 養父市       | 養父市 |
| 須西村             | 須西村               | 須西村               | 南谷村                     | 南谷村                               | 南谷村                            | 昭和30年3月31日 大屋町            | 大屋町                         | 大屋町                                       | 平成16年4月1日 養父市       | 養父市 |
| 和田村             | 和田村               | 和田村               | 南谷村                     | 南谷村                               | 南谷村                            | 昭和30年3月31日 大屋町            | 大屋町                         | 大屋町                                       | 平成16年4月1日 養父市       | 養父市 |
| 蔵垣村             | 蔵垣村               | 蔵垣村               | 西谷村                     | 西谷村                               | 西谷村                            | 昭和30年3月31日 大屋町            | 大屋町                         | 大屋町                                       | 平成16年4月1日 養父市       | 養父市 |
| 筏村               | 筏村                 | 筏村                 | 西谷村                     | 西谷村                               | 西谷村                            | 昭和30年3月31日 大屋町            | 大屋町                         | 大屋町                                       | 平成16年4月1日 養父市       | 養父市 |
| 中間村             | 中間村               | 中間村               | 西谷村                     | 西谷村                               | 西谷村                            | 昭和30年3月31日 大屋町            | 大屋町                         | 大屋町                                       | 平成16年4月1日 養父市       | 養父市 |
| 横行村             | 横行村               | 横行村               | 西谷村                     | 西谷村                               | 西谷村                            | 昭和30年3月31日 大屋町            | 大屋町                         | 大屋町                                       | 平成16年4月1日 養父市       | 養父市 |
| 若杉村             | 若杉村               | 若杉村               | 西谷村                     | 西谷村                               | 西谷村                            | 昭和30年3月31日 大屋町            | 大屋町                         | 大屋町                                       | 平成16年4月1日 養父市       | 養父市 |
| 小城村             | 小城村               | 小城村               | 広谷村                     | 昭和2年4月15日 町制 広谷町           | 広谷町                            | 広谷町                            | 昭和31年9月30日 明神町         | 昭和32年3月31日 改称 養父町                  | 平成16年4月1日 養父市       | 養父市 |
| 上野村             | 上野村               | 上野村               | 広谷村                     | 昭和2年4月15日 町制 広谷町           | 広谷町                            | 広谷町                            | 昭和31年9月30日 明神町         | 昭和32年3月31日 改称 養父町                  | 平成16年4月1日 養父市       | 養父市 |
| 上箇村             | 上箇村               | 上箇村               | 広谷村                     | 昭和2年4月15日 町制 広谷町           | 広谷町                            | 広谷町                            | 昭和31年9月30日 明神町         | 昭和32年3月31日 改称 養父町                  | 平成16年4月1日 養父市       | 養父市 |
| 広谷村             | 広谷村               | 広谷村               | 広谷村                     | 昭和2年4月15日 町制 広谷町           | 広谷町                            | 広谷町                            | 昭和31年9月30日 明神町         | 昭和32年3月31日 改称 養父町                  | 平成16年4月1日 養父市       | 養父市 |
| 十二所村           | 十二所村             | 十二所村             | 広谷村                     | 昭和2年4月15日 町制 広谷町           | 広谷町                            | 広谷町                            | 昭和31年9月30日 明神町         | 昭和32年3月31日 改称 養父町                  | 平成16年4月1日 養父市       | 養父市 |
| 浅野村             | 浅野村               | 浅野村               | 広谷村                     | 昭和2年4月15日 町制 広谷町           | 広谷町                            | 広谷町                            | 昭和31年9月30日 明神町         | 昭和32年3月31日 改称 養父町                  | 平成16年4月1日 養父市       | 養父市 |
| 伊豆村             | 伊豆村               | 伊豆村               | 広谷村                     | 昭和2年4月15日 町制 広谷町           | 広谷町                            | 広谷町                            | 昭和31年9月30日 明神町         | 昭和32年3月31日 改称 養父町                  | 平成16年4月1日 養父市       | 養父市 |
| 左近山村           | 左近山村             | 左近山村             | 広谷村                     | 昭和2年4月15日 町制 広谷町           | 広谷町                            | 広谷町                            | 昭和31年9月30日 明神町         | 昭和32年3月31日 改称 養父町                  | 平成16年4月1日 養父市       | 養父市 |
| 玉見村             | 玉見村               | 玉見村               | 広谷村                     | 昭和2年4月15日 町制 広谷町           | 広谷町                            | 広谷町                            | 昭和31年9月30日 明神町         | 昭和32年3月31日 改称 養父町                  | 平成16年4月1日 養父市       | 養父市 |
| 新津村             | 新津村               | 新津村               | 広谷村                     | 昭和2年4月15日 町制 広谷町           | 広谷町                            | 広谷町                            | 昭和31年9月30日 明神町         | 昭和32年3月31日 改称 養父町                  | 平成16年4月1日 養父市       | 養父市 |
| 稲津村             | 稲津村               | 稲津村               | 広谷村                     | 昭和2年4月15日 町制 広谷町           | 広谷町                            | 広谷町                            | 昭和31年9月30日 明神町         | 昭和32年3月31日 改称 養父町                  | 平成16年4月1日 養父市       | 養父市 |
| 大坪村             | 大坪村               | 大坪村               | 広谷村                     | 昭和2年4月15日 町制 広谷町           | 広谷町                            | 広谷町                            | 昭和31年9月30日 明神町         | 昭和32年3月31日 改称 養父町                  | 平成16年4月1日 養父市       | 養父市 |
| 畑村               | 畑村                 | 畑村                 | 広谷村                     | 昭和2年4月15日 町制 広谷町           | 広谷町                            | 広谷町                            | 昭和31年9月30日 明神町         | 昭和32年3月31日 改称 養父町                  | 平成16年4月1日 養父市       | 養父市 |
| 船谷村             | 船谷村               | 船谷村               | 建屋村                     | 建屋村                               | 建屋村                            | 建屋村                            | 昭和31年9月30日 明神町         | 昭和32年3月31日 改称 養父町                  | 平成16年4月1日 養父市       | 養父市 |
| 三谷村             | 三谷村               | 三谷村               | 建屋村                     | 建屋村                               | 建屋村                            | 建屋村                            | 昭和31年9月30日 明神町         | 昭和32年3月31日 改称 養父町                  | 平成16年4月1日 養父市       | 養父市 |
| 森村               | 森村                 | 森村                 | 建屋村                     | 建屋村                               | 建屋村                            | 建屋村                            | 昭和31年9月30日 明神町         | 昭和32年3月31日 改称 養父町                  | 平成16年4月1日 養父市       | 養父市 |
| 町村               | 町村                 | 町村                 | 建屋村                     | 建屋村                               | 建屋村                            | 建屋村                            | 昭和31年9月30日 明神町         | 昭和32年3月31日 改称 養父町                  | 平成16年4月1日 養父市       | 養父市 |
| 能座村             | 能座村               | 能座村               | 建屋村                     | 建屋村                               | 建屋村                            | 建屋村                            | 昭和31年9月30日 明神町         | 昭和32年3月31日 改称 養父町                  | 平成16年4月1日 養父市       | 養父市 |
| 餅耕地村           | 餅耕地村             | 餅耕地村             | 建屋村                     | 建屋村                               | 建屋村                            | 建屋村                            | 昭和31年9月30日 明神町         | 昭和32年3月31日 改称 養父町                  | 平成16年4月1日 養父市       | 養父市 |
| 長野村             | 長野村               | 長野村               | 建屋村                     | 建屋村                               | 建屋村                            | 建屋村                            | 昭和31年9月30日 明神町         | 昭和32年3月31日 改称 養父町                  | 平成16年4月1日 養父市       | 養父市 |
| 養父市場村         | 養父市場村           | 明治7年 養父市場村   | 養父市場村                 | 昭和15年12月11日 町制 養父町         | 養父町                            | 養父町                            | 養父町                         | 昭和32年3月31日 明神町に編入 同日改称 養父町 | 平成16年4月1日 養父市       | 養父市 |
| 門前村             | 門前村               | 明治7年 養父市場村   | 養父市場村                 | 昭和15年12月11日 町制 養父町         | 養父町                            | 養父町                            | 養父町                         | 昭和32年3月31日 明神町に編入 同日改称 養父町 | 平成16年4月1日 養父市       | 養父市 |
| 大塚村             | 大塚村               | 大塚村               | 養父市場村                 | 昭和15年12月11日 町制 養父町         | 養父町                            | 養父町                            | 養父町                         | 昭和32年3月31日 明神町に編入 同日改称 養父町 | 平成16年4月1日 養父市       | 養父市 |
| 鉄屋米地村         | 鉄屋米地村           | 鉄屋米地村           | 養父市場村                 | 昭和15年12月11日 町制 養父町         | 養父町                            | 養父町                            | 養父町                         | 昭和32年3月31日 明神町に編入 同日改称 養父町 | 平成16年4月1日 養父市       | 養父市 |
| 口米地村           | 口米地村             | 口米地村             | 養父市場村                 | 昭和15年12月11日 町制 養父町         | 養父町                            | 養父町                            | 養父町                         | 昭和32年3月31日 明神町に編入 同日改称 養父町 | 平成16年4月1日 養父市       | 養父市 |
| 中米地村           | 中米地村             | 中米地村             | 養父市場村                 | 昭和15年12月11日 町制 養父町         | 養父町                            | 養父町                            | 養父町                         | 昭和32年3月31日 明神町に編入 同日改称 養父町 | 平成16年4月1日 養父市       | 養父市 |
| 奥米地村           | 奥米地村             | 奥米地村             | 養父市場村                 | 昭和15年12月11日 町制 養父町         | 養父町                            | 養父町                            | 養父町                         | 昭和32年3月31日 明神町に編入 同日改称 養父町 | 平成16年4月1日 養父市       | 養父市 |
| 大藪村             | 大藪村               | 大藪村               | 養父市場村                 | 昭和15年12月11日 町制 養父町         | 養父町                            | 養父町                            | 養父町                         | 昭和32年3月31日 明神町に編入 同日改称 養父町 | 平成16年4月1日 養父市       | 養父市 |
| 藪崎村             | 藪崎村               | 藪崎村               | 養父市場村                 | 昭和15年12月11日 町制 養父町         | 養父町                            | 養父町                            | 養父町                         | 昭和32年3月31日 明神町に編入 同日改称 養父町 | 平成16年4月1日 養父市       | 養父市 |
| 堀畑村             | 堀畑村               | 一部 を除く          | 大蔵村                     | 大蔵村                               | 大蔵村                            | 昭和30年3月31日 南但町            | 昭和31年9月30日 朝来郡和田山町 | 昭和34年4月1日 養父町に編入                  | 平成16年4月1日 養父市       | 養父市 |
| 堀畑村             | 堀畑村               | 一部                 | 大蔵村                     | 大蔵村                               | 大蔵村                            | 昭和30年3月31日 南但町            | 昭和31年9月30日 朝来郡和田山町 | 朝来郡和田山町                               | 平成17年4月1日 朝来市の一部 | 朝来市 |
| 寺谷村             | 寺谷村               | 寺谷村               | 大蔵村                     | 大蔵村                               | 大蔵村                            | 昭和30年3月31日 南但町            | 昭和31年9月30日 朝来郡和田山町 | 朝来郡和田山町                               | 平成17年4月1日 朝来市の一部 | 朝来市 |
| 東谷村             | 東谷村               | 東谷村               | 大蔵村                     | 大蔵村                               | 大蔵村                            | 昭和30年3月31日 南但町            | 昭和31年9月30日 朝来郡和田山町 | 朝来郡和田山町                               | 平成17年4月1日 朝来市の一部 | 朝来市 |
| 平野村             | 平野村               | 平野村               | 大蔵村                     | 大蔵村                               | 大蔵村                            | 昭和30年3月31日 南但町            | 昭和31年9月30日 朝来郡和田山町 | 朝来郡和田山町                               | 平成17年4月1日 朝来市の一部 | 朝来市 |
| 土田村             | 土田村               | 土田村               | 大蔵村                     | 大蔵村                               | 大蔵村                            | 昭和30年3月31日 南但町            | 昭和31年9月30日 朝来郡和田山町 | 朝来郡和田山町                               | 平成17年4月1日 朝来市の一部 | 朝来市 |
| 法道寺村           | 法道寺村             | 法道寺村             | 大蔵村                     | 大蔵村                               | 大蔵村                            | 昭和30年3月31日 南但町            | 昭和31年9月30日 朝来郡和田山町 | 朝来郡和田山町                               | 平成17年4月1日 朝来市の一部 | 朝来市 |
| 岡村               | 岡村                 | 岡村                 | 大蔵村                     | 大蔵村                               | 大蔵村                            | 昭和30年3月31日 南但町            | 昭和31年9月30日 朝来郡和田山町 | 朝来郡和田山町                               | 平成17年4月1日 朝来市の一部 | 朝来市 |
| 宮内村             | 宮内村               | 宮内村               | 大蔵村                     | 大蔵村                               | 大蔵村                            | 昭和30年3月31日 南但町            | 昭和31年9月30日 朝来郡和田山町 | 朝来郡和田山町                               | 平成17年4月1日 朝来市の一部 | 朝来市 |
| 高田村             | 高田村               | 高田村               | 大蔵村                     | 大蔵村                               | 大蔵村                            | 昭和30年3月31日 南但町            | 昭和31年9月30日 朝来郡和田山町 | 朝来郡和田山町                               | 平成17年4月1日 朝来市の一部 | 朝来市 |
| 宮田村             | 宮田村               | 明治8年 宮田村       | 大蔵村                     | 大蔵村                               | 大蔵村                            | 昭和30年3月31日 南但町            | 昭和31年9月30日 朝来郡和田山町 | 朝来郡和田山町                               | 平成17年4月1日 朝来市の一部 | 朝来市 |
| 高瀬村             | 高瀬村               | 明治8年 宮田村       | 大蔵村                     | 大蔵村                               | 大蔵村                            | 昭和30年3月31日 南但町            | 昭和31年9月30日 朝来郡和田山町 | 朝来郡和田山町                               | 平成17年4月1日 朝来市の一部 | 朝来市 |
| 林垣村             | 林垣村               | 林垣村               | 糸井村                     | 糸井村                               | 糸井村                            | 昭和30年3月31日 南但町            | 昭和31年9月30日 朝来郡和田山町 | 朝来郡和田山町                               | 平成17年4月1日 朝来市の一部 | 朝来市 |
| 寺内村             | 寺内村               | 寺内村               | 糸井村                     | 糸井村                               | 糸井村                            | 昭和30年3月31日 南但町            | 昭和31年9月30日 朝来郡和田山町 | 朝来郡和田山町                               | 平成17年4月1日 朝来市の一部 | 朝来市 |
| 室尾村             | 室尾村               | 室尾村               | 糸井村                     | 糸井村                               | 糸井村                            | 昭和30年3月31日 南但町            | 昭和31年9月30日 朝来郡和田山町 | 朝来郡和田山町                               | 平成17年4月1日 朝来市の一部 | 朝来市 |
| 高生田村           | 高生田村             | 高生田村             | 糸井村                     | 糸井村                               | 糸井村                            | 昭和30年3月31日 南但町            | 昭和31年9月30日 朝来郡和田山町 | 朝来郡和田山町                               | 平成17年4月1日 朝来市の一部 | 朝来市 |
| 市場村             | 市場村               | 市場村               | 糸井村                     | 糸井村                               | 糸井村                            | 昭和30年3月31日 南但町            | 昭和31年9月30日 朝来郡和田山町 | 朝来郡和田山町                               | 平成17年4月1日 朝来市の一部 | 朝来市 |
| 和田村             | 和田村               | 和田村               | 糸井村                     | 糸井村                               | 糸井村                            | 昭和30年3月31日 南但町            | 昭和31年9月30日 朝来郡和田山町 | 朝来郡和田山町                               | 平成17年4月1日 朝来市の一部 | 朝来市 |
| 竹ノ内村           | 竹ノ内村             | 竹ノ内村             | 糸井村                     | 糸井村                               | 糸井村                            | 昭和30年3月31日 南但町            | 昭和31年9月30日 朝来郡和田山町 | 朝来郡和田山町                               | 平成17年4月1日 朝来市の一部 | 朝来市 |
| 出石郡奥山村の一部 | 明治初年 分立 奥山村 | 明治15年 改称 朝日村 | 糸井村                     | 糸井村                               | 糸井村                            | 昭和30年3月31日 南但町            | 昭和31年9月30日 朝来郡和田山町 | 朝来郡和田山町                               | 平成17年4月1日 朝来市の一部 | 朝来市 |

## 行政
養父・朝来郡長
| 代 | 氏名 | 就任年月日               | 退任年月日                | 備考 |
| -- | ---- | ------------------------ | ------------------------- | ---- |
| 1  |      | 明治12年（1879年）1月8日 |                           |      |
|    |      |                          | 明治29年（1896年）6月30日 | 廃官 |

養父郡長
| 代 | 氏名 | 就任年月日               | 退任年月日                | 備考                   |
| -- | ---- | ------------------------ | ------------------------- | ---------------------- |
| 1  |      | 明治29年（1896年）7月1日 |                           |                        |
|    |      |                          | 大正15年（1926年）6月30日 | 郡役所廃止により、廃官 |